# Harrespil

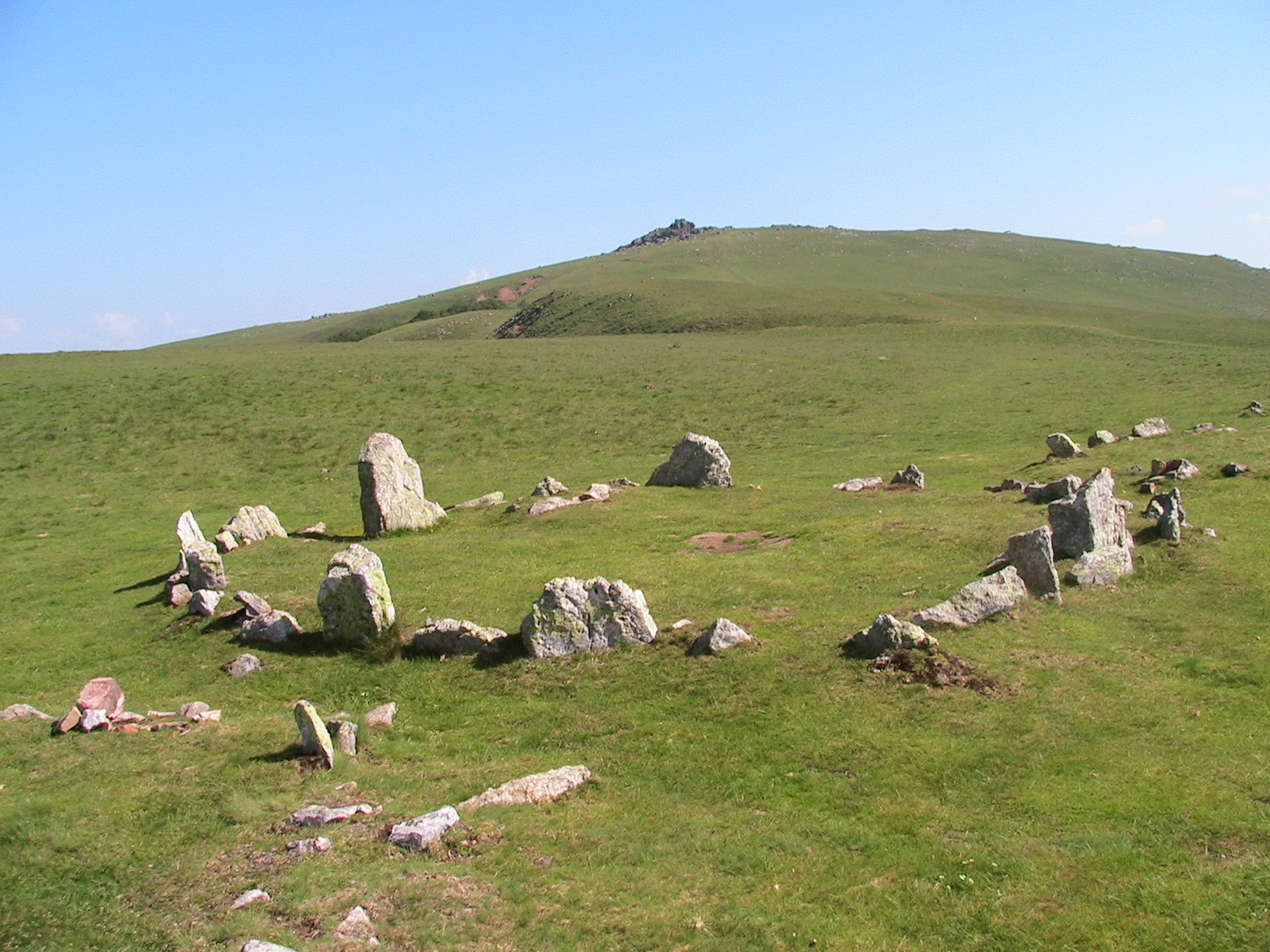
Harrespil de Okabe entre Lecumberry y San Juan Pie de Puerto (Baja Navarra, País Vasco francés).

Harrespil (en plural harrespilak) es un término en euskera que significa «círculo de piedras», y que se aplica en Vasconia a los pequeños crómlech de los Pirineos. También son conocidos como baratzak (normalmente unidos a criaturas mitológicas como los jentiles o los maide jentil-baratzak, maide-baratzak), palabra que significa "huerto" y que se utiliza tradicionalmente para designar las necrópolis prehistóricas.
Su similitud con los otros crómlech europeos reside en la forma (círculos de piedras clavadas en el suelo), pero son de pequeño tamaño: los hay cuyo diámetro no alcanza los tres metros, y hay pocos con más de quince. Sus piedras también son pequeñas. Los círculos, por lo general, están agrupados en número variable, y se sitúan en collados y cimas redondeadas. En ocasiones un crómlech rodea un túmulo e incluso un dolmen.
Los crómlech pirenaicos se asocian a la Edad del Hierro (primer milenio a. C.). En excavaciones realizadas se ha comprobado una función funeraria (que no excluye otras). Los cadáveres eran incinerados previamente, y sus cenizas se depositaban en vasijas de cerámica, o bien se rodeaban con losas pequeñas (formando una cista).
Su distribución geográfica abarca todo el Pirineo central y occidental, tanto al norte como al sur. Tiene una característica aún no explicada: por el oeste terminan bruscamente al llegar a los ríos Oria y Leizarán. En la divisoria oriental de la cuenca de este último río hay una importante cantidad de crómlech, pero en la divisoria occidental no hay ni uno sólo. Al oeste de estos ríos se han localizado muy pocos ejemplares, aislados y dispersos.

## Monumentos funerarios en los montes

### Descripción
Reunidos en necrópolis de 5 a 20 especímenes, estos monumentos funerarios datan del bronce tardío (aproximadamente 1200 a. C.). Siguieron construyéndose durante la Edad del Hierro. Estas sepulturas se diferencian de las temporalmente anteriores por recurrir a la cremación, típica de la cultura de los campos de urnas. Son más espectaculares por su distribución que por el tamaño de sus piedras. Están formados por un círculo de piedras que rodea a un receptáculo central donde se depositan las cenizas. El círculo está formado son losas verticales o por un pequeño muro de losas imbricadas que definen un recinto. Su diámetro es variable, y suele ser de entre 5 y 6 m.
En el centro hay un receptáculo enterrado para guardar las cenizas. Algunos harrespils tienen un cofre rectangular de lajas, de medidas aproximadas 1 m por 60 cm, formado por 4 losas laterales y una que hace de cubierta. Hay hasta 8 tipos de cistas diferentes.

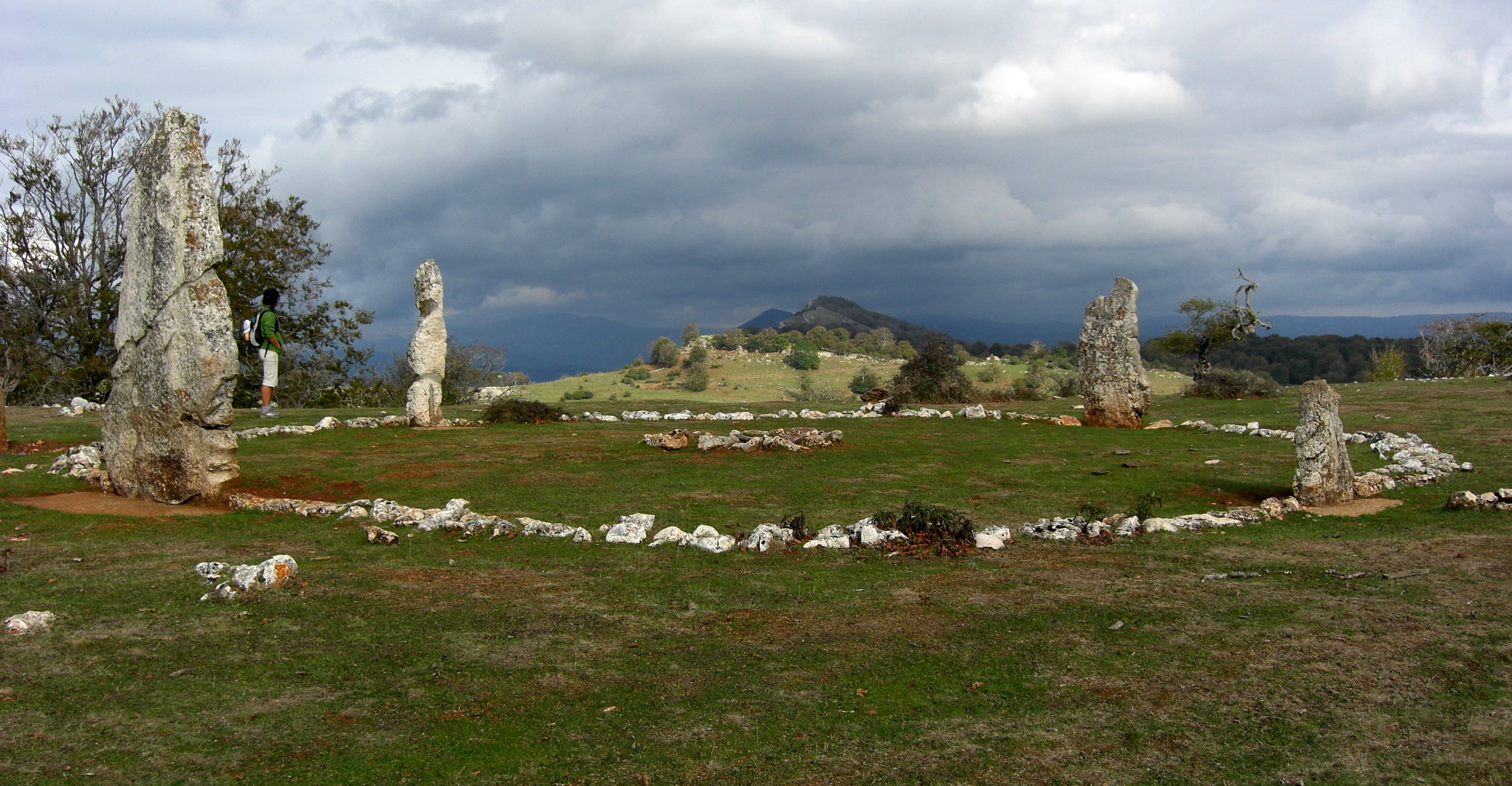
Harrespil de Mendiluze en la sierra de Encía (Álava).

### Harrespil y túmulos
Los harrespil han coexistido con lo túmulos, más grandes y que también protegían una cista de incineración, pero cubierta de piedras amontonadas.
A veces se encuentran combinados, como en Zaho II, donde el harrespil está enterrado bajo un túmulo, que a su vez está delimitado por un círculo de piedras. En otros casos, como en Millagate IV, solo se presenta el círculo exterior formando un gran harrespil (unos 10 m de diámetro) cuya parte central está cubierta por un montón de tierra.

### Distribución geográfica
El arqueólogo Xavier Peñalver señala que el valle del río Leizarán fue, en la Edad del Hierro, una frontera entre dos culturas diferentes, una vascona hacia el este, que se manifiesta por la abundancia de crómlech, y otra várdula hacia el oeste, donde predominan los castros y hay ausencia de crómlech. La también arqueóloga Mercedes Urteaga opina que esa frontera separaba a los pueblos vascones de los célticos, cantábricos o celtibéricos. 

Contando con los datos obtenidos en las investigaciones arqueológicas de los últimos años sobre la Edad del Hierro en el área que se analiza, se plantea que el territorio guipuzcoano era un espacio en el que convergían tres ámbitos culturales: el mundo aquitano que se asomaba al Bidasoa; el vascón que ocuparía el sector occidental y alcanzaría el Leizarán, y el céltico, cantábrico o celtibérico, extendiéndose por los zonas central, oriental y meridional.

### Hipótesis sobre sus constructores
Los restos de las cremaciones corresponden a hombres adultos. Aunque en el harrespil-túmulo Millagate IV se encuentran los restos de un individuo entero, en los demás solo se encuentra, en el mejor de los casos, uno o dos puñados de cenizas.
Estos harrespils se encuentran en las montañas en crestas de 1000 m de altitud media desde los Pirineos vascos hasta Andorra, y su utilización hasta poco antes de la romanización y la proximidad a las rutas de la trashumancia parece indicar que son sepulturas que encierran restos incinerados de pastores vascones.